# Second vin

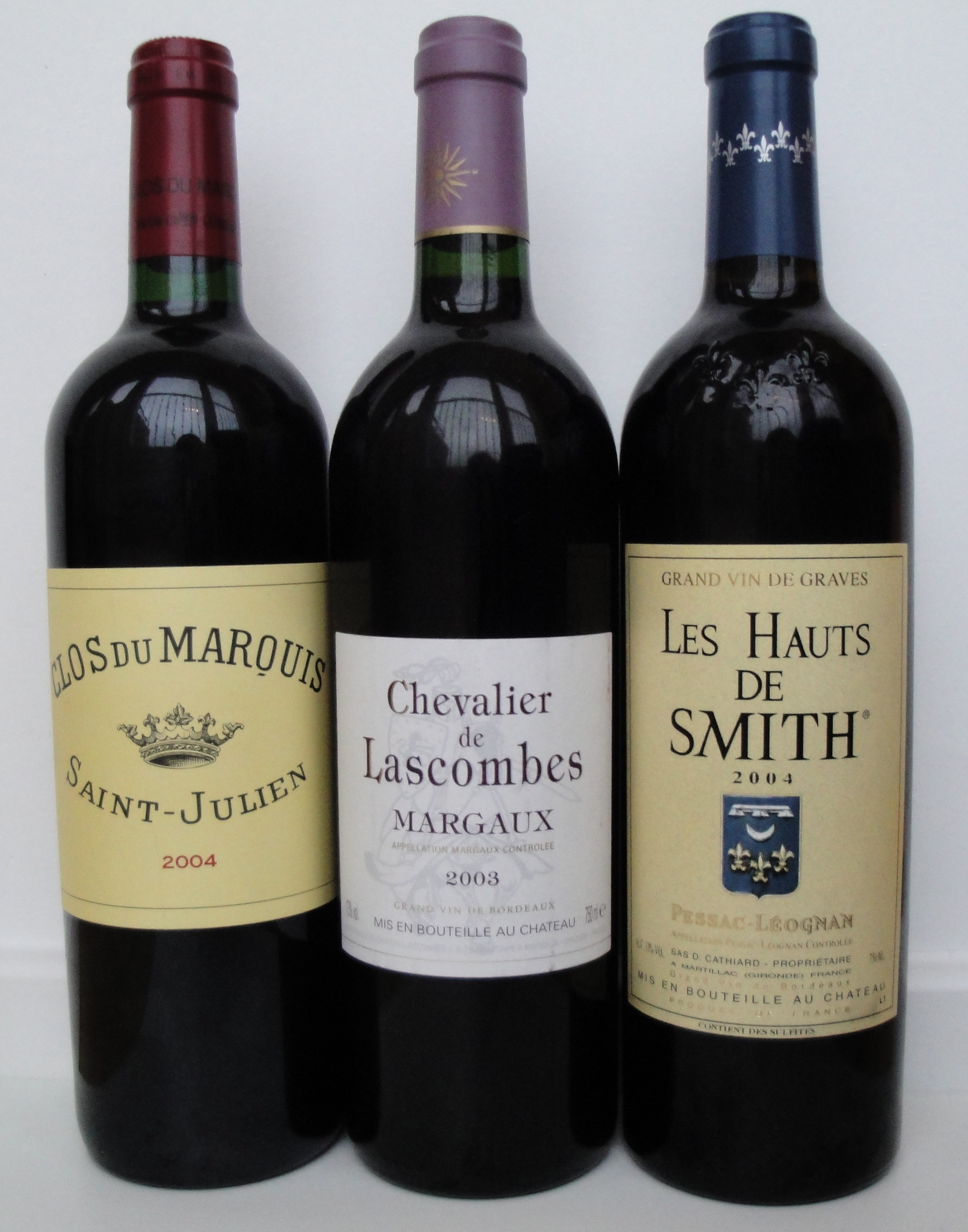
Trois exemples : Clos du Marquis (le second vin du Château Léoville Las Cases), Chevalier de Lascombes (second du Château Lascombes) et Les Hauts de Smith (second du Château Smith Haut Lafitte).

Un second vin est un type de vin. Il s'agit de la deuxième marque d'un domaine viticole, dans la même appellation que le vin principal (appelé « grand vin », « cru » ou « premier vin ») de ce domaine.
Presque tous les châteaux classés du vignoble de Bordeaux proposent ce type de produit, portant un nom rappelant le vin principal. Un second vin ne doit pas être confondu avec un « deuxième cru classé », ce dernier faisant partie du classement de 1855.

## Sélection de cuvées
Un « second vin » est composé des cuvées qui ne sont pas jugées assez dignes pour entrer dans la composition du « premier vin ».
La vinification se faisant dans plusieurs cuves, chacune correspond à une ou plusieurs parcelles différentes, se différenciant par l'âge des vignes, le cépage, le type de sol et de sous-sol, ainsi que l'exposition. Les différents vins produits sont ensuite assemblés en fonction de leurs qualités et des produits souhaités. Chaque domaine réalise sa sélection en fonction de ses propres critères, la plupart obtenant ainsi une gamme de quelques vins. Le vigneron, ou l'œnologue, peut ainsi écarter le jus fourni par les plus jeunes vignes, les parcelles manquant de maturité (par exemple le cabernet sauvignon a besoin de plus de temps que le merlot), les cuves ayant eu des problèmes lors de la fermentation, les vins de presse ou les excès de rendement (atteignant le maximum autorisé). Le vin élaboré avec ces cuvées aura donc moins de puissance, moins de complexité, moins de persistance en bouche et moins d'aptitude à la garde.
Si le producteur peut faire déclasser cette partie de sa production viticole, c'est-à-dire en la vendant sous une appellation moins réputée, tel que l'AOP régionale (bordeaux par exemple) ou encore une IGP (les anciens vins de pays) voire un VSIG (les anciens vins de table) pour maintenir sa réputation, il peut aussi la vendre sous son appellation d'origine mais sous une autre marque. La solution classique est la vente en vrac de ces cuvées médiocres auprès du négoce, mais il est aussi possible de les valoriser comme « second vin », ou même comme « troisième vin » (une pratique plus rare).
Une autre tendance dans la même optique de sélection qualitative, consiste à ne produire le « premier vin » que lorsque le millésime est exceptionnel, du moins que la qualité est suffisante pour le démarquer du second vin, qui lui est produit chaque année sans distinction. Dans le cas contraire, si la première cuvée n'est pas produite, la parcelle ou la cuve est assemblée avec le reste du second vin. La Cuvée des Cadettes du Château la Nerthe ou la cuvée Château Corton Grancey du domaine Louis Latour en sont des exemples.

## Qualité variable
L'évaluation de la qualité des seconds vins d'une façon globale est assez nuancée selon les auteurs. Les critiques voient souvent en nombre d'entre eux un fourre-tout médiocre, tandis que les commerciaux vantent leurs mérites. Selon ces derniers, les prix relativement réduits des seconds vins permettent de les voir comme une « initiation aux grands crus » ; « une autre interprétation sur un même terroir », un « bon rapport qualité/prix » ; des « grands crus à petit prix » ; « acquérir un second vin, c’est faire entrer dans sa cave un peu de la magie du grand cru … sans en payer le prix. »
Théoriquement, le savoir-faire et les techniques sont identiques entre un second vin et son premier, mais l'investissement est logiquement moindre. Certains seconds vins se démarquent par un style différent du grand vin, avec des assemblages un peu originaux pour l'appellation (des pauillacs riches en merlot par exemple).
Dans quelques cas, des parcelles spécifiques sont consacrées exclusivement au second vin : c'est le cas pour les Forts de Latour, la Croix de Beaucaillou, le Pavillon Rouge du Château Margaux, le Clos du Marquis, ou Moulin Riche du Château Léoville Poyferré.

## Mode nouvelle

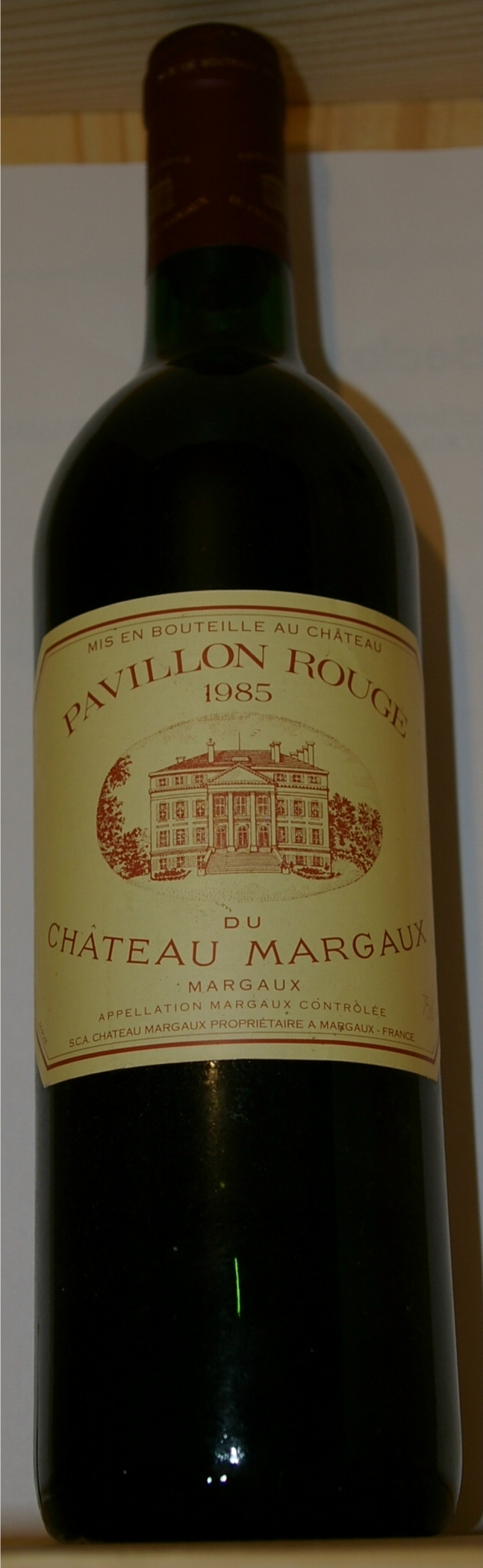
Pavillon Rouge du Château Margaux, dont le premier millésime remonte à 1908.

Cette habitude de faire un second vin est en fait assez nouvelle : elle s'est répandue dans le vignoble de Bordeaux pendant les années 1980 et 1990. Avant cette période, les seconds vins étaient rares, il s'agissait d'une pratique épisodique, lors des mauvaises années (pour maintenir le niveau de qualité du vin principal).
La production du Clos du Marquis remonte à 1904 au Château Léoville Las Cases ; le Pavillon Rouge du Château Margaux apparaît en 1908, suivi par Latour puis Lafite. L'évident intérêt commercial pour les producteurs, voire spéculatif dans quelques cas, explique la quasi généralisation de la pratique parmi les crus classés du vignoble de Bordeaux.
Quelques exemples existent hors de cette zone, se développant par imitation. Le vignoble de Bourgogne est très peu concerné, les producteurs préférant le déclassement (par exemple le Clos des Lambrays déclasse en morey-saint-denis premier cru Les Loups), mis à part pour le Château de Pommard (le Clos du Château) ou le nuit-saint-georges Clos de La Maréchale (le Clos des Fourches). Dans le vignoble de la vallée du Rhône, c'est le cas de l'hermitage La Chapelle, de Jaboulet (La Petite Chapelle, depuis 2001).

## Exemples de seconds vins français

### Vignoble de Bordeaux
La majorité des crus classés du vignoble de Bordeaux propose un second vin ; la liste ci-dessous n'est pas exhaustive.

#### Médoc et haut-médoc
Appellation médoc :
- Château Loudenne : Pavillon de Loudenne ; Les Tours de Loudenne
- Château Patache d'Aux : Le Relais de Patache d'Aux
- Château Potensac : Gallais Bellevue ; Château Lassalle

Appellation haut-médoc :
- Château d'Agassac : Château Pomiès-Agassac
- Château Beaumont : Château d'Arvigny
- Château Belgrave : Diane de Belgrave
- Château Bernadotte : Château Fournas Bernadotte
- Château Cambon La Pelouse : Château Trois Moulins
- Château Camensac : La Closerie de Camensac
- Château Cantemerle : Les Allées de Cantemerle ; Les Trois Moulins de Cantemerle
- Château Charmail : Tours de Charmail
- Château Citran : Moulins de Citran
- Château La Lagune : Moulin de La Lagune
- Château de Lamarque : D de Lamarque
- Château Lanessan : Les Calèches de Lanessan
- Château Liversan : Les Charmes de Liversan
- Château Malescarre : La Closerie de Malescarre
- Château du Moulin Rouge : L'Écuyer du Moulin Rouge
- Château Sociando-Mallet : La Demoiselle de Sociando-Mallet
- Château La Tour Carnet : Les Douves du Château La Tour Carnet ; Sire du Château La Tour

#### Moulis
Appellation moulis-en-médoc :
- Château Brillette : Château Berthault-Brilette
- Château Chasse-Spleen : L'Ermitage de Chasse-Spleen
- Château Maucaillou : Château Cap-de-Haut de Maucaillou
- Château Poujeaux : La Salle de Château Poujeaux

#### Saint-estèphe
Appellation saint-Estèphe :
- Château Le Boscq : Héritage de Le Boscq
- Château Calon-Ségur : Château Maquis de Calon
- Château Cos d'Estournel : Les Pagodes de Cos
- Château Cos Labory : Le Charme Labory
- Château Haut-Marbuzet : Mac Carthy
- Château Lafon-Rochet : Les Pèlerins de Lafon-Rochet ; no 2 du Château Lafon-Rochet ; Le Secret de Lafon-Rochet
- Château Meyney : Prieur de Meyney
- Château Montrose : La Dame de Montrose
- Château Phélan Ségur : Franck Phélan

#### Pauillac
Appellation pauillac :
- Château Colombier-Monpelou : Château Puy La Rose
- Château Croizet-Bages : La Tourelle de Croizet-Bages
- Château Duhart-Milon : Moulin de Duhart
- Château Grand-Puy Ducasse : Prélude à Grand-Puy Ducasse
- Château Grand-Puy-Lacoste : Lacoste-Borie
- Château Haut-Bages Libéral : La Chapelle de Bages
- Château Haut-Batailley : Verso
- Château Lafite Rothschild : Carruades de Lafite Rothschild
- Château Latour : Les Forts de Latour ; le pauillac de Château Latour
- Château Lynch-Bages : Écho de Lynch-Bages
- Château Mouton Rothschild : Le Petit Mouton de Mouton Rothschild[7]
- Château Pédesclaux : Lucien de Pédesclaux
- Château Pibran : Château Tour Pibran
- Château Pichon-Longueville Baron : Les Tourelles de Longueville ; Les Griffons de Pichon (depuis le millésime 2012)
- Château Pichon Longueville Comtesse de Lalande : Réserve de la Comtesse
- Château Pontet-Canet : Les Hauts de Pontet

#### Saint-julien
Appellation saint-julien :
- Château Beychevelle : Amiral de Beychevelle
- Château Branaire-Ducru : Duluc de Branaire-Ducru (autrefois Château Duluc)
- Château Ducru-Beaucaillou : La Croix de Beaucaillou
- Château Gloria : Château Peymartin
- Château Gruaud Larose : Sarget de Gruaud-Larose
- Château Lagrange : Les Fiefs de Lagrange
- Château Langoa Barton : Lady Langoa
- Château Léoville Barton : La Réserve de Léoville Barton ; Lady Langoa
- Château Léoville Las Cases : Petit Lion de Léoville Las Cases
- Château Léoville Poyferré : Château Moulin Riche[8] ; Pavillon de Léoville Poyferré
- Château Talbot : Connétable Talbot

#### Margaux
Appellation margaux :
- Château d'Angludet : La Ferme d'Angludet
- Château Boyd-Cantenac : Jacques Boyd
- Château Brane-Cantenac : Le Baron de Brane
- Château Cantenac Brown : Château Canuet ; Brio du Château Cantenac Brown
- Château Dauzac : La Bastide de Dauzac
- Château Ferrière : Les Rempart de Ferrière
- Château Giscours : La Sirène de Giscours
- Château d'Issan : Blason d'Issan
- Château Kirwan : Les Charmes de Kirwan
- Château Labégorce : Château La Mouline de Labégorce
- Château Labégorce-Zédé : Domaine Zédé
- Château Lascombes : Chevalier de Lascombes
- Château Malescot St-Exupéry : La Dame de Malescot
- Château Margaux : Pavillon Rouge du Château Margaux
- Marojallia : Clos Margalaine
- Château Marquis d'Alesme Becker : Marquise d'Alesme
- Château Marquis de Terme : Les Gondats de Marquis de Terme
- Château Martinens : Château Bois du Monteil
- Château Monbrison : Bouquet de Monbrison
- Château Palmer : Alter Ego de Palmer
- Château Prieuré-Lichine : Château de Clairefont ; Le Cloître de Prieuré-Lichine
- Château Rauzan-Gassies : Chevalier de Rauzan-Gassies
- Château Rauzan-Ségla : Ségla
- Château Siran : S de Siran (ou Château Bellegarde)
- Château du Tertre : Les Hauts du Tertre

#### Pessac-léognan et graves
Appellation pessac-léognan :
- Château Bouscaut : La Flamme de Bouscaut (rouge) ; Lamothe Bouscaut (blanc)
- Château Brown : Le Colombier de Château Brown
- Château Carbonnieux : Château Tour Léognan
- Château les Carmes Haut-Brion : Le Clos des Carmes
- Domaine de Chevalier : L'esprit de Chevalier
- Château d'Eyran : Château Haut-Lartigue
- Château de Fieuzal : L'Abeille de Fieuzal
- Château de France : Château Coquillas
- Château La Garde : La Terrasse de La Garde
- Château Haut-Bailly : La Parde de Haut-Bailly
- Château Haut-Bergey : Les Hauts de Bergey
- Château Haut-Brion : Le Clarence de Haut-Brion ; Château Bahans Haut-Brion
- Château Larrivet-Haut-Brion : Domaine de Larrivet
- Château Latour-Martillac : Lagrave-Martillac
- Château La Louvière : L de La Louvière
- Château Malartic-Lagravière : Le Sillage de Malartic, Le Comte de Malartic
- Château La Mission Haut-Brion : La Chapelle de la Mission Haut-Brion
- Château Olivier : Seigneurie d'Olivier
- Château Pape Clément : Le Clémentin du Château Pape Clément
- Château Smith Haut Lafitte : Les Hauts de Smith

Appellation graves :
- Château Rahoul : La Garance

#### Barsac et sauternes
Appellation barsac :
- Château Climens : Les Cyprès de Climens
- Château Coutet : La Chartreuse de Coutet

Appellation sauternes :
- Château d'Arche : Prieuré d'Arche
- Château Bastor-Lamontagne : Les Remparts de Bastor
- Château Clos Haut-Peyraguey : Château Haut Bommes
- Château Filhot : Château Pineau du Rey
- Château Guiraud : Le Dauphin Château Guiraud
- Château Lafaurie-Peyraguey : La Chapelle de Lafaurie-Peyraguey
- Château Lamothe : Les Tourelles de Lamothe
- Château Liot : Château du Levant
- Château de Malle : Château Ste Hélène
- Château de Rayne Vigneau : Madame de Rayne
- Château Rieussec : Clos Labère
- Château Romer du Hayot : Le 2 de Romer du Hayot
- Château Sigalas-Rabaud : Le Cadet de Sigalas
- Château Suduiraut : Castelnau de Suduiraut
- Château La Tour Blanche : Les Charmilles de Tour Blanche
- Château d'Yquem : Y d'Yquem[9]

#### Saint-émilion
Appellations saint-émilion et saint-émilion grand cru :
- Château Angélus : Le Carillon d'Angélus
- Château Armens : La Fleur du Château Armens
- Château Ausone : Chapelle d'Ausone
- Château Beauséjour (Duffau-Lagarrosse) : Croix de Beauséjour
- Château Beau-Séjour Bécot : Tournelle de Beau-Séjour Bécot
- Château Bellefont-Belcier : Marquis de Bellefont
- Château La Bienfaisance : Vieux Château Peymouton
- Château Cadet-Piola : Chevaliers de Malte
- Château Canon : Clos J. Kanon
- Château Canon-la-Gaffelière (en) : Côte Migon la Gaffelière
- Château Cantenac : Château Cantenac Sélection Madame
- Château Cheval Blanc : Le Petit Cheval
- Château Clos des Jacobins : Prieur des Jacobins
- Clos Fourtet : La Closerie de Fourtet
- Château La Clotte : Clos Bergat Bosson
- Château La Confession : Château Barreau
- Château Corbin : Maximin de Corbin
- Château Corbin Michotte : Château Les Abeilles
- Château Croque Michotte : Les Charmilles de Croque Michotte
- Château Dassault : Le « D » de Dassault
- Château La Dominique : Saint-Paul de Dominique
- Château Ferrand Lartigue : FL de Ferrand Lartigue
- Château-Figeac : Petit-Figeac ; La Grange Neuve de Figeac (de 1945 à 2011)
- Château Fleur Cardinale : Château Bois Cardinal
- Château Fombrauge : Le Cadran de Fombrauge
- Château Fonplégade : Château Côtes Trois Moulins
- Château Franc Mayne : Les Cèdres de Franc-Mayne
- Château La Gaffelière : Clos La Gaffelière
- Château La Gomerie : Mademoiselle de La Gomerie
- Château Grand Corbin-Despagne (en) : Petit Corbin-Despagne
- Château Grand Mayne : Les Plantes du Mayne
- Château Grand-Pontet : Dauphin de Grand-Pontet
- Château La Grangère : L'Étrier de La Grangère
- Château Haut-Villet : Château Moulin-Villet
- Château Laplagnotte-Bellevue : La Plagnotte
- Château Larmande : Le Cadet de Larmande
- Château Magdelaine : Les Songes de Magdelaine
- Château Milens : Tour du Sème
- Château Monbousquet (en) : Angélique de Monbousquet
- Château Pavie : Arômes de Pavie[10]
- Château Pavie-Macquin : Les Chênes de Macquin
- Château Roylland : Château Rocheyron
- Château Sansonnet : Château Lasalle
- Château Saint Georges (Côte Pavie) : Côte Madeleine
- Château La Serre : Les Menuts de La Serre
- Château Tretre Daugay (en) : Château de Roquefort
- Château Troplong-Mondot : Mondot
- Château Trottevieille : La Vieille Dame de Trotte Vieille
- Château Valandraud (en) : Virginie de Valandraud

#### Pomerol
Appellation pomerol :
- Château Beauregard (en) : Le Benjamin de Beauregard
- Château Bellegrave : Château des Jacobins
- Château Bonalgue : Château Burgrave
- Château La Cabanne : Domaine de Compostelle
- Château Clinet : Fleur de Clinet
- Clos du Clocher : Château Monregard La Croix
- Clos l'Église : Esprit de l'Église
- Château La Croix du Casse : Domaine du Casse
- Château La Croix St-Georges : Château Le Prieuré
- Château L'Église-Clinet : La Petite Église
- Château L'Évangile (en) : Blason de L'Évangile
- Château Gazin (en) : L'Hospitalet de Gazin
- Château Gombaude-Guillot : Cadet de Gombaude
- Château La Grave à Pomerol : Domaine Trigant de Boisset
- Château Lafleur : Pensées de Lafleur
- Château Mazeyres : Le Seuil de Mazeyres
- Château Montviel : Château La Rose Montviel
- Château Le Moulin : Le Petit Moulin
- Château Moulinet : Clos Sainte Anne
- Château Nénin (en) : Fugue de Nénin
- Château Petit Village : Le Jardin du Petit Village
- Château La Pointe : La Pointe Riffat
- Château La Providence : Les Chemins de la Providence
- Château Rouget : Vieux Château des Templiers
- Château de Sales : Château Chantalouette
- Château Taillefer : Château Fontmarty
- Vieux Château Certan (en) : La Gravette de Certan

### Vignoble de la Vallée du Rhône
- Château la Nerthe : La Nerthe (second vin), Les cadettes de la Nerthe (troisième vin)
- Jaboulet : La Petite Chapelle

## Exemples de seconds vins de vignobles étrangers

### Nouvelle-Zélande
- Amisfield : toutes les cuvées Lakes Hayes
- Saint Clair Winery : toutes les cuvées Pioneer Block